# Andreas Abel
Andreas Abel (* 21. Februar 1974) ist ein ehemaliger deutscher Fußballspieler und heutiger Jurist. In seiner Sportlerlaufbahn war er Mittelfeldspieler.

## Leben
Andreas Abel studierte von 1994 bis 1998 Rechtswissenschaften an der Universität des Saarlandes. Außerdem stand er ab 1992 im Kader der ersten Mannschaft des Fußballvereins 1. FC Saarbrücken, für die er bis 1998 fünf Ligaspiele bestritt. Darunter waren zwei Partien in der 2. Bundesliga und drei Spiele in der Regionalliga West/Südwest. Als Fußballspieler war Abel Vertragsamateur.
Für die 2. Mannschaft des 1. FC Saarbrücken spielte Abel lange Zeit in der Ober- und Verbandsliga. Bis er seine Karriere aufgab, spielte er bis 2002 bei drei Amateurvereinen, darunter dem SV St. Ingbert.
Er leitet seit 2002 eine Anwaltskanzlei mit Standorten in Saarbrücken und St. Ingbert.

## Erfolge im Fußball
- A-Jugend Saarlandmeisterschaft: 1991, 1992
- Meisterschaft der Verbandsliga Saar: 1998